# Karl Friedrich von der Goltz
Pour les articles homonymes, voir Goltz.

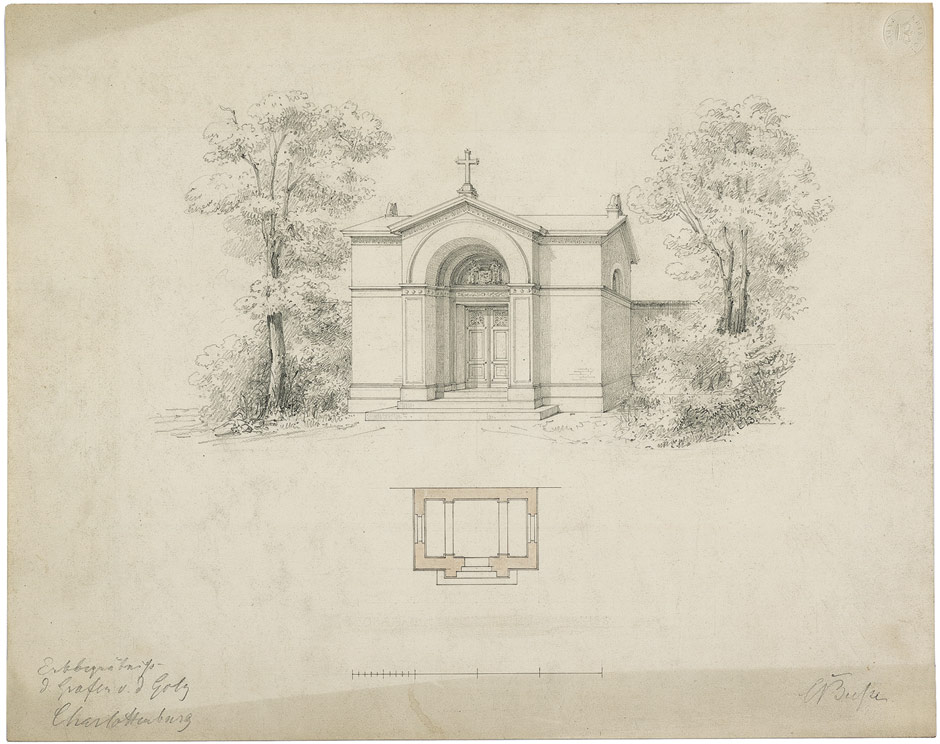
Mausolée des comtes von der Goltz au à Charlottenbourg

Carl Friedrich Ferdinand Graf von der Goltz (né le 12 avril 1815 à Stuttgart et mort le 21 février 1901 à Nice) est un général de cavalerie prussien.

## Biographie
Goltz est le fils du lieutenant général et comte Karl Friedrich Heinrich von der Goltz (1775-1822) et de Juliane "Julie" Wilhelmine baronne von Seckendorff (1786-1857).
Après l'académie de chevalerie de Brandebourg-sur-la-Havel, Goltz entre le 21 août 1832 dans le 1er régiment de cuirassiers de l'armée prussienne à Breslau. Il est nommé le 14 septembre 1833 sous-lieutenant et participe à la campagne d'Algérie dans l'entourage du maréchal français Bugeaud en 1844/45. En 1848, Goltz devient adjudant du prince de Prusse, qui devient plus tard l'empereur Guillaume, qu'il accompagne lors de la campagne de Bade en 1849.
En 1859, Goltz devient lieutenant-colonel et commandant du 7e régiment de hussards à Bonn et en 1861 adjudant d'escadre du roi. Depuis 1864, Goltz commande le 14e brigade de cavalerie, qu'il mène également dans les batailles de Münchengrätz et de Sadowa en 1866 lors de la guerre contre l'Autriche. Dans la même fonction, Goltz prend le commandement le 31 octobre 1866 du 19e brigade de cavalerie. En 1868, il devient commandant de la division de cavalerie de la Garde et participe avec cette grande unité, pendant la guerre contre la France en 1870/71, aux batailles de Saint-Privat, Sedan et au siège de Paris, après avoir été promu lieutenant général et adjudant général en juillet 1870 .
En octobre 1872, Goltz rend le commandement de la division de cavalerie de la Garde et en 1873 devient chef du corps équestre de la police militaire et en 1875 général de cavalerie. À l'occasion de son 50e anniversaire de service, le 21 août 1882, Guillaume Ier le fait chevalier de l'Ordre de l'Aigle noir. Goltz est fait chevalier de l'Ordre des Séraphins le 12 décembre 1882. Il est mis à disposition le 10 avril 1888, mais reste adjudant général de l'empereur Guillaume Ier jusqu'à la mort du monarque.
Après sa mort, il est enterré dans le mausolée familial à Charlottenbourg au cimetière Louise II (de) à Berlin-Westend. Sa tombe est dédiée à la ville de Berlin en tant que tombe honorifique.

## Famille
Goltz épouse le 14 juillet 1860 à Lübbenau avec Mathilde Maria comtesse von Lynar (né le 27 septembre 1835 et mort le 18 septembre 1876 à Wiesbaden) de la maison de Lübbenau. Elle est la dame d'honneur de la princesse Victoria. Les enfants suivants sont nés du mariage :
- Wilhelm Victor Robert Hermann (né le 25 avril 1861 à Bonn et mort le 26 mars 1940) mariée avec Elisabeth Luise Curtin (née le 5 septembre 1870)
- Marie Élisabeth (née le 18 septembre 1862 et morte le 10 décembre 1866)
- Karl Léopold Eugen (né le 28 juin 1864 au château de Brühl et mort le 18 septembre 1944), général de division prussien, marié avec Alwina Brantsen van de Zyp (née le 18 novembre 1868 et mort le 22 avril 1957)[2]
- Éléonore Maria (née le 20 août 1865 et morte le 9 mars 1866)
- Mathilde (né en 1866 et mort jeune)

Après la mort de sa première femme, Goltz se marie le 1er octobre 1891 à Wiesbaden avec Adele Kutter, veuve Preyer (née le 23 août 1820 à Verviers et mort le 29 avril 1898 à Baden-Baden).